# Daniil Fomin
Daniil Dmitrievič Fomin (in russo Даниил Дмитриевич Фомин?; Tichoreck, 2 marzo 1997) è un calciatore russo, centrocampista della Dinamo Mosca e della nazionale russa.

## Carriera

### Nazionale
Il 19 marzo 2025 realizza la sua prima rete per la Russia nell'amichevole vinta 5-0 contro Grenada.

## Statistiche

### Presenze e reti nei club
Statistiche aggiornate al 1º settembre 2018.
| Stagione                  | Squadra                   | Campionato                | Campionato | Campionato | Coppe nazionali | Coppe nazionali | Coppe nazionali | Coppe continentali | Coppe continentali | Coppe continentali | Altre coppe | Altre coppe | Altre coppe | Totale | Totale | Totale |
| Stagione                  | Squadra                   | Comp                      | Pres       | Reti       | Comp            | Pres            | Reti            | Comp               | Pres               | Reti               | Comp        | Pres        | Reti        | Pres   | Reti   |        |
| ------------------------- | ------------------------- | ------------------------- | ---------- | ---------- | --------------- | --------------- | --------------- | ------------------ | ------------------ | ------------------ | ----------- | ----------- | ----------- | ------ | ------ | ------ |
| 2016-2017                 | Krasnodar                 | PL                        | 0          | 0          | CR              | 1               | 0               | UEL                | 0                  | 0                  | -           | -           | -           | 1      | 0      |        |
| 2017-2018                 | Olimpiec N.N.             | PFN Ligi                  | 31         | 3          | CR              | 3               | 0               | -                  | -                  | -                  | -           | -           | -           | 34     | 3      |        |
| 2018-2019                 | Olimpiec N.N.             | PFN Ligi                  | 31+2       | 3+2        | CR              | 3               | 0               | -                  | -                  | -                  | -           | -           | -           | 36     | 5      |        |
| Totale O. Nižnij Novgorod | Totale O. Nižnij Novgorod | Totale O. Nižnij Novgorod | 62+2       | 6+2        |                 | 6               | 0               |                    | -                  | -                  |             | -           | -           | 70     | 8      |        |
| 2019-2020                 | Ufa                       | PL                        | 27         | 6          | CR              | 2               | 0               | -                  | -                  | -                  | -           | -           | -           | 29     | 6      |        |
| 2020-2021                 | Dinamo Mosca              | PL                        | 29         | 6          | CR              | 2               | 1               | UEL                | 1                  | 0                  | -           | -           | -           | 32     | 7      |        |
| Totale carriera           | Totale carriera           | Totale carriera           | 120        | 20         |                 | 11              | 1               |                    | 1                  | 0                  |             | -           | -           | 132    | 21     |        |

### Cronologia presenze e reti in nazionale
| Cronologia completa delle presenze e delle reti in nazionale ― Turchia | Cronologia completa delle presenze e delle reti in nazionale ― Turchia | Cronologia completa delle presenze e delle reti in nazionale ― Turchia | Cronologia completa delle presenze e delle reti in nazionale ― Turchia | Cronologia completa delle presenze e delle reti in nazionale ― Turchia | Cronologia completa delle presenze e delle reti in nazionale ― Turchia | Cronologia completa delle presenze e delle reti in nazionale ― Turchia | Cronologia completa delle presenze e delle reti in nazionale ― Turchia |
| Data                                                                   | Città                                                                  | In casa                                                                | Risultato                                                              | Ospiti                                                                 | Competizione                                                           | Reti                                                                   | Note                                                                   |
| ---------------------------------------------------------------------- | ---------------------------------------------------------------------- | ---------------------------------------------------------------------- | ---------------------------------------------------------------------- | ---------------------------------------------------------------------- | ---------------------------------------------------------------------- | ---------------------------------------------------------------------- | ---------------------------------------------------------------------- |
| 11-10-2020                                                             | Mosca                                                                  | Russia                                                                 | 1 – 1                                                                  | Turchia                                                                | UEFA Nations League 2020-2021 - 1º turno                               | -                                                                      | 90’                                                                    |
| 12-11-2020                                                             | Chișinău                                                               | Moldavia                                                               | 0 – 0                                                                  | Russia                                                                 | Amichevole                                                             | -                                                                      |                                                                        |
| 15-11-2020                                                             | Istanbul                                                               | Turchia                                                                | 3 – 2                                                                  | Russia                                                                 | UEFA Nations League 2020-2021 - 1º turno                               | -                                                                      | 79’ 89’                                                                |
| 24-3-2021                                                              | Ta' Qali                                                               | Malta                                                                  | 1 – 3                                                                  | Russia                                                                 | Qual. Mondiali 2022                                                    | -                                                                      | 57’                                                                    |
| 8-10-2021                                                              | Kazan'                                                                 | Russia                                                                 | 1 – 0                                                                  | Slovacchia                                                             | Qual. Mondiali 2022                                                    | -                                                                      | 46’ 84’                                                                |
| 11-10-2021                                                             | Maribor                                                                | Slovenia                                                               | 1 – 2                                                                  | Russia                                                                 | Qual. Mondiali 2022                                                    | -                                                                      | 86’                                                                    |
| 11-11-2021                                                             | San Pietroburgo                                                        | Russia                                                                 | 6 – 0                                                                  | Cipro                                                                  | Qual. Mondiali 2022                                                    | -                                                                      | 67’                                                                    |
| 14-11-2021                                                             | Spalato                                                                | Croazia                                                                | 1 – 0                                                                  | Russia                                                                 | Qual. Mondiali 2022                                                    | -                                                                      | 80’                                                                    |
| 24-9-2022                                                              | Bishkek                                                                | Kirghizistan                                                           | 1 – 2                                                                  | Russia                                                                 | Amichevole                                                             | -                                                                      | 46’                                                                    |
| 17-11-2022                                                             | Dušanbe                                                                | Tagikistan                                                             | 0 – 0                                                                  | Russia                                                                 | Amichevole                                                             | -                                                                      | 84’                                                                    |
| 20-11-2022                                                             | Tashkent                                                               | Uzbekistan                                                             | 0 – 0                                                                  | Russia                                                                 | Amichevole                                                             | -                                                                      |                                                                        |
| 23-3-2023                                                              | Tehran                                                                 | Iran                                                                   | 1 – 1                                                                  | Russia                                                                 | Amichevole                                                             | -                                                                      | 78’                                                                    |
| 26-3-2023                                                              | San Pietroburgo                                                        | Russia                                                                 | 2 – 0                                                                  | Iraq                                                                   | Amichevole                                                             | -                                                                      | 67’                                                                    |
| 12-9-2023                                                              | Al Wakrah                                                              | Qatar                                                                  | 1 – 1                                                                  | Russia                                                                 | Amichevole                                                             | -                                                                      | 70’ 75’                                                                |
| 12-10-2023                                                             | Mosca                                                                  | Russia                                                                 | 1 – 0                                                                  | Camerun                                                                | Amichevole                                                             | -                                                                      | 83’                                                                    |
| 16-10-2023                                                             | Aksu                                                                   | Russia                                                                 | 2 – 2                                                                  | Kenya                                                                  | Amichevole                                                             | -                                                                      | 28’                                                                    |
| 19-11-2024                                                             | Volgograd                                                              | Russia                                                                 | 4 – 0                                                                  | Siria                                                                  | Amichevole                                                             | -                                                                      | 75’                                                                    |
| 19-3-2025                                                              | Mosca                                                                  | Russia                                                                 | 5 – 0                                                                  | Grenada                                                                | Amichevole                                                             | 1                                                                      | 76’                                                                    |
| Totale                                                                 |                                                                        | Presenze                                                               | 18                                                                     |                                                                        | Reti                                                                   | 1                                                                      |                                                                        |

| Cronologia completa delle presenze e delle reti in nazionale ― Russia under 21 | Cronologia completa delle presenze e delle reti in nazionale ― Russia under 21 | Cronologia completa delle presenze e delle reti in nazionale ― Russia under 21 | Cronologia completa delle presenze e delle reti in nazionale ― Russia under 21 | Cronologia completa delle presenze e delle reti in nazionale ― Russia under 21 | Cronologia completa delle presenze e delle reti in nazionale ― Russia under 21 | Cronologia completa delle presenze e delle reti in nazionale ― Russia under 21 | Cronologia completa delle presenze e delle reti in nazionale ― Russia under 21 |
| Data                                                                           | Città                                                                          | In casa                                                                        | Risultato                                                                      | Ospiti                                                                         | Competizione                                                                   | Reti                                                                           | Note                                                                           |
| ------------------------------------------------------------------------------ | ------------------------------------------------------------------------------ | ------------------------------------------------------------------------------ | ------------------------------------------------------------------------------ | ------------------------------------------------------------------------------ | ------------------------------------------------------------------------------ | ------------------------------------------------------------------------------ | ------------------------------------------------------------------------------ |
| 27-5-2017                                                                      | Namangan                                                                       | Uzbekistan under 21                                                            | 3 – 4                                                                          | Russia under 21                                                                | Amichevole                                                                     | -                                                                              | 45’                                                                            |
| 31-5-2017                                                                      | Mosca                                                                          | Russia under 21                                                                | 7 – 0                                                                          | Bielorussia under 21                                                           | Amichevole                                                                     | 1                                                                              |                                                                                |
| 31-8-2017                                                                      | Mosca                                                                          | Russia under 21                                                                | 0 – 0                                                                          | Armenia under 21                                                               | Qual. Europeo Under-21 2019                                                    | -                                                                              | 58’                                                                            |
| 10-11-2017                                                                     | Erevan                                                                         | Armenia under 21                                                               | 1 – 2                                                                          | Russia under 21                                                                | Qual. Europeo Under-21 2019                                                    | -                                                                              | 83’                                                                            |
| 14-11-2017                                                                     | Frosinone                                                                      | Italia under 21                                                                | 3 – 2                                                                          | Russia under 21                                                                | Amichevole                                                                     | -                                                                              | 55’                                                                            |
| 20-5-2018                                                                      | Mosca                                                                          | Russia under 21                                                                | 3 – 0                                                                          | Cipro under 21                                                                 | Amichevole                                                                     | -                                                                              |                                                                                |
| 7-9-2018                                                                       | Chimki                                                                         | Russia under 21                                                                | 1 – 1                                                                          | Egitto under 23                                                                | Amichevole                                                                     | -                                                                              |                                                                                |
| 11-9-2018                                                                      | Nižnij Novgorod                                                                | Russia under 21                                                                | 1 – 2                                                                          | Serbia under 21                                                                | Qual. Europeo Under-21 2019                                                    | -                                                                              |                                                                                |
| 12-10-2018                                                                     | Tula                                                                           | Russia under 21                                                                | 5 – 1                                                                          | Macedonia under 21                                                             | Qual. Europeo Under-21 2019                                                    | -                                                                              |                                                                                |
| 16-10-2018                                                                     | Sankt Pölten                                                                   | Austria under 21                                                               | 3 – 2                                                                          | Russia under 21                                                                | Qual. Europeo Under-21 2019                                                    | -                                                                              |                                                                                |
| Totale                                                                         |                                                                                | Presenze                                                                       | 10                                                                             |                                                                                | Reti                                                                           | 1                                                                              |                                                                                |